# Alexander Ramsey
Pour les articles homonymes, voir Ramsey.
Alexander Ramsey, né le 8 septembre 1815 à Hummelstown (Pennsylvanie) et mort le 22 avril 1903 à Saint Paul (Minnesota), est un homme politique américain. Membre du Parti whig puis du Parti républicain, il est représentant de Pennsylvanie entre 1843 et 1847, gouverneur du territoire du Minnesota entre 1849 et 1853, gouverneur du Minnesota entre 1860 et 1863, sénateur du Minnesota entre 1863 et 1875 puis secrétaire à la Guerre entre 1879 et 1881 dans l'administration du président Rutherford B. Hayes.

## Biographie

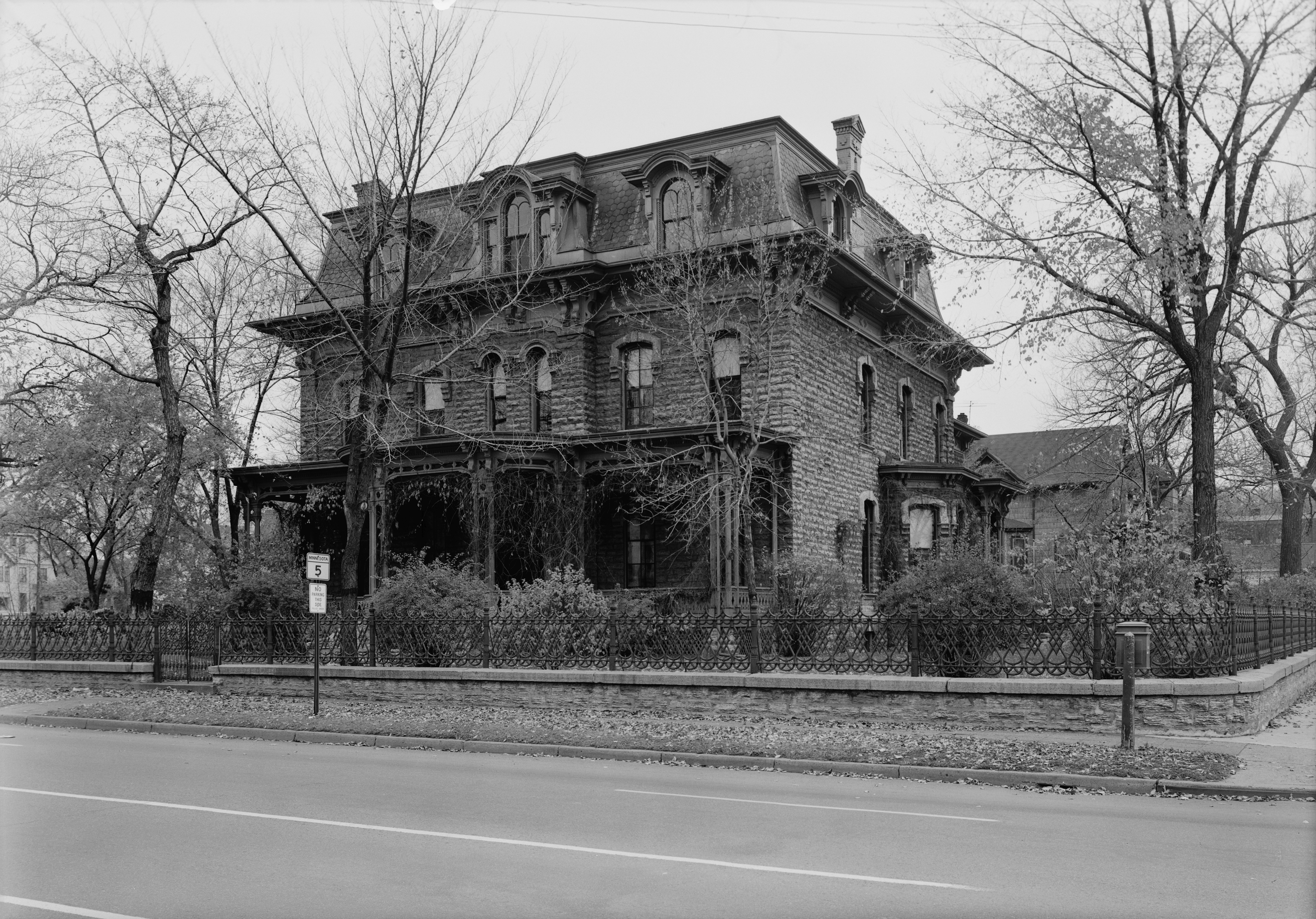
Alexander Ramsey House à Saint Paul (Minnesota).

## Sources
- (en) Cet article est partiellement ou en totalité issu de l’article de Wikipédia en anglais intitulé « Alexander Ramsey » (voir la liste des auteurs).